# 罗文宝
罗文宝，號光寓、光宇，四川南溪縣人，明朝政治人物。同进士出身。

## 生平
萬曆十六年（1588年）戊子科四川鄉試舉人，二十六年（1598年）戊戌科進士。刑部觀政，初授鲁山县知县，丁憂歸。三十一年補任縣知縣，三十六年升刑部主事，三十九年歷升员外郎、郎中，万历四十年(1612年)接替陈儒任建宁府知府一职，四十四年考察去職，由马廷献接任。

## 家族
曾祖罗阑，耆寿。祖罗秉彝，庠生。父罗绮。